# Osteocephalus exophthalmus
Osteocephalus exophthalmus är en groddjursart som beskrevs av Smith och Brice P. Noonan 200. Osteocephalus exophthalmus ingår i släktet Osteocephalus och familjen lövgrodor. IUCN kategoriserar arten globalt som otillräckligt studerad. Inga underarter finns listade i Catalogue of Life.